# Grand Concourse
Grand Concourse (oude naam: Grand Boulevard and Concourse) is een boulevard in de borough The Bronx in New York. De boulevard is ontworpen door Louis Risse als noord-zuidverbinding door de Bronx gemodelleerd naar de Champs-Élysées in Parijs. Aan de Grand Concourse bevinden zich Bronx County Courthouse, Bronx General Post Office, en Bronx Museum of the Arts. Het Yankee Stadium bevindt zich bij de boulevard.

## Geschiedenis
In 1870 werkte Louis Risse als topograaf voor de stad New York en moest de wildernis van Morrisania in kaart brengen. Tijdens de tochten door het gebied kreeg Rinse de visie van een grote boulevard van Manhattan naar de parken in het noorden. In 1874 werd Morrisania geannexeerd door de stad New York. In 1892 overtuigde Rinse Louis Heintz, de commissaris voor de stratenplanning, van het plan.
In november 1909 werd de Grand Boulevard and Concourse geopend, en liep van 161st Street naar Van Cortlandt Park. De aanleg van de weg had US$ 14 miljoen gekost. In 1927 werd Grand Concourse naar het zuiden verlengd tot East 138th Street waar het aansloot met Madison Avenue. De Grand Concourse werd de hoofdstraat voor de middenklasse van The Bronx.
In 1933 werd de metrolijn Concourse Line onder de boulevard aangelegd. In 1941 werd een plan ontwikkeld om de boulevard om te bouwen tot snelweg, maar het plan werd in de jaren 1950 verlaten. Tussen 1960 en 1980 raakte de South Bronx ernstig in verval en werd het symbool van urban blight. Grand Concourse had te kampen met leegstand, maar heeft de periode doorstaan.
In 1999 werd begonnen met een programma ter verbetering van de verkeersveiligheid, omdat er te veel ongevallen plaatsvonden. In het begin van de 21e eeuw was er sprake van gentrificatie in het zuidelijk gedeelte van de Grand Concourse. In 2011 werd het gedeelte tussen 153rd en 167th Street beschermd als historisch district.

## Galerij

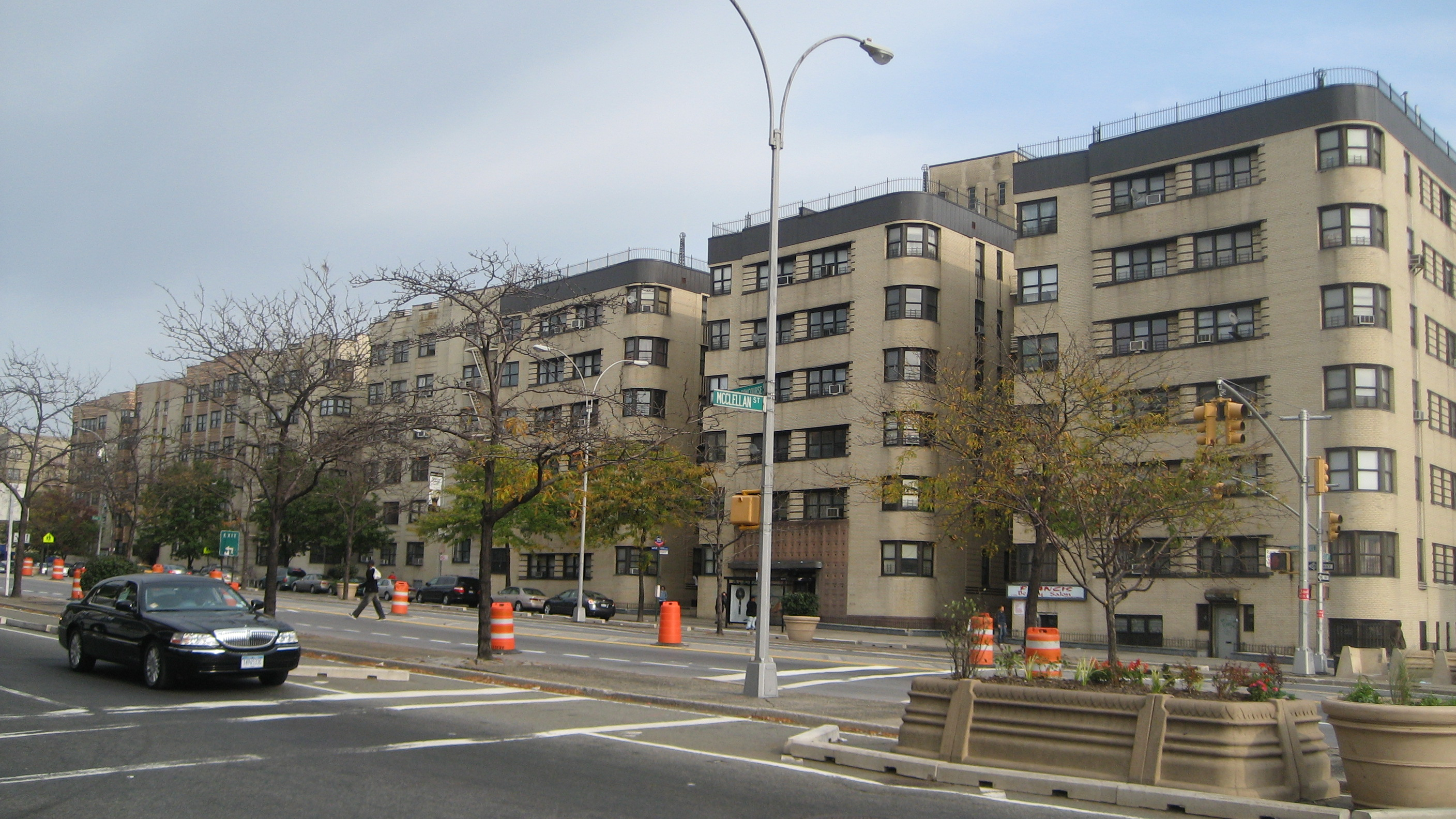
Art-deco-appartementen
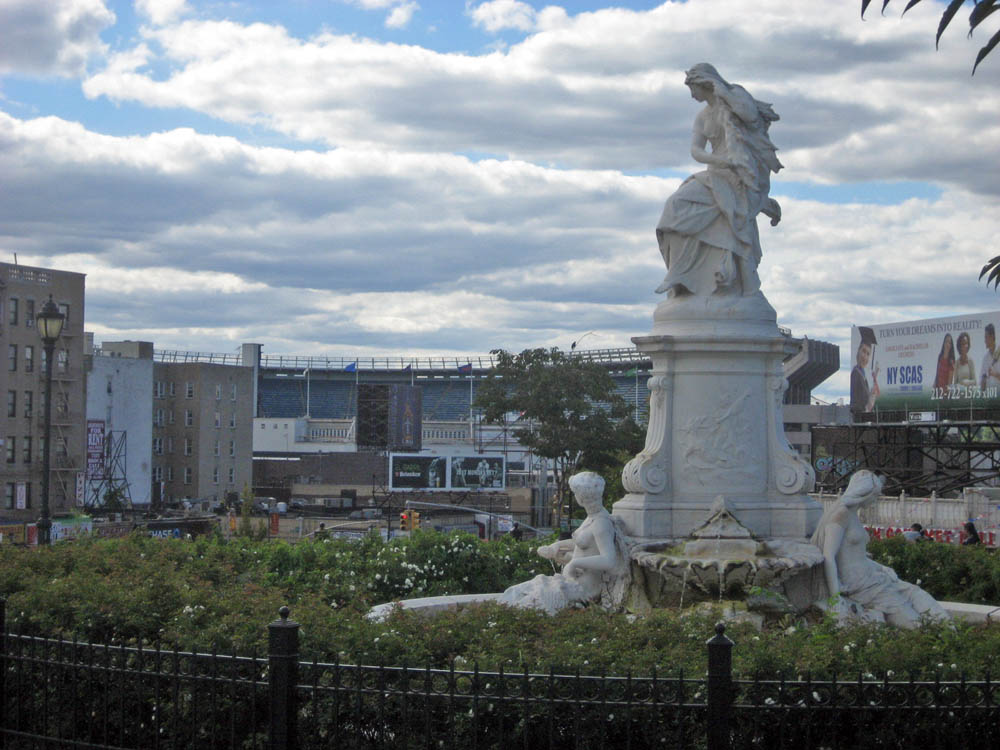
Loreleyfontein in Joyce Kilmer Park met Yankee Stadium in de achtergrond
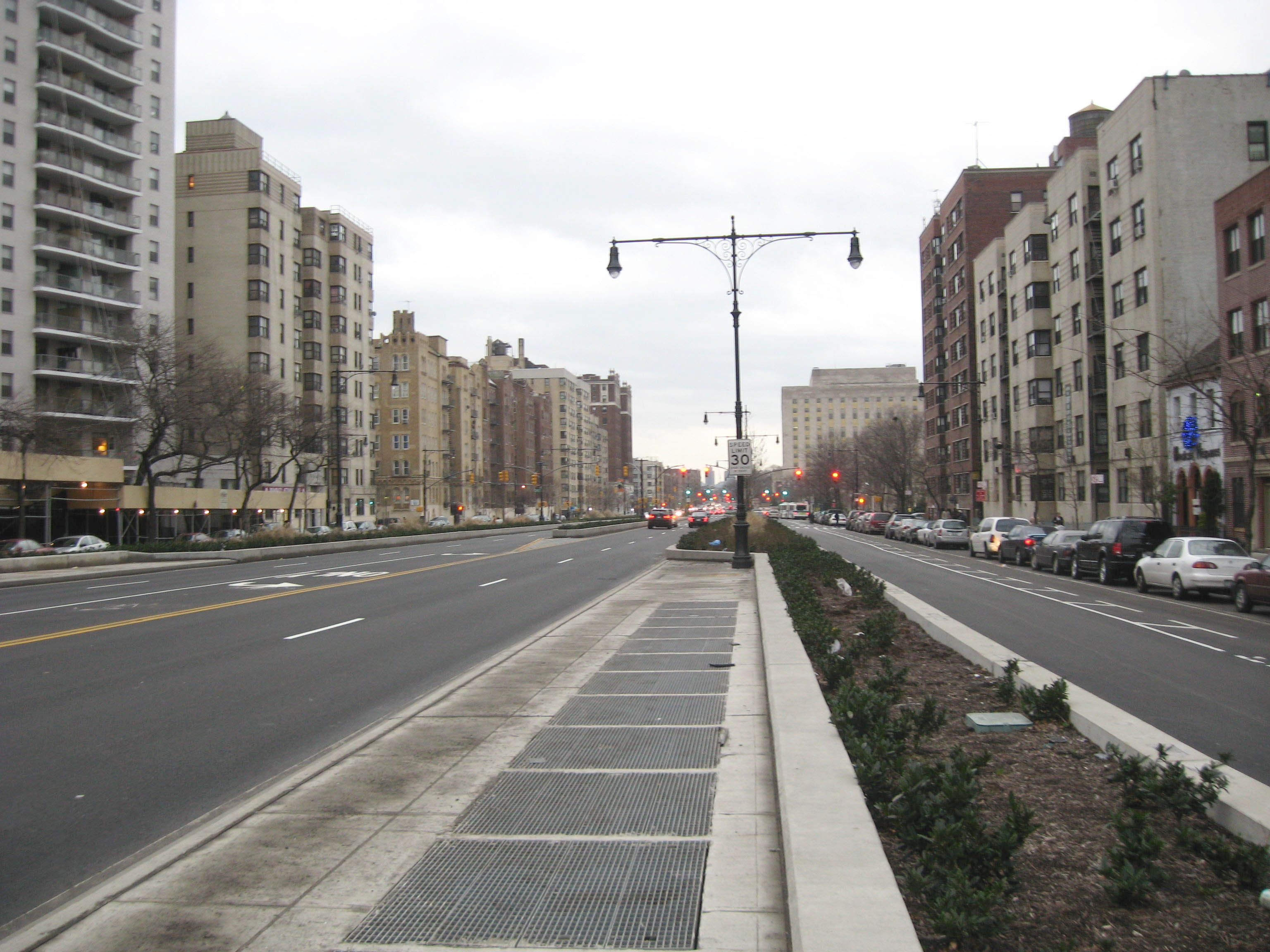
Gerenoveerd gedeelte bij 161th Street (2008)
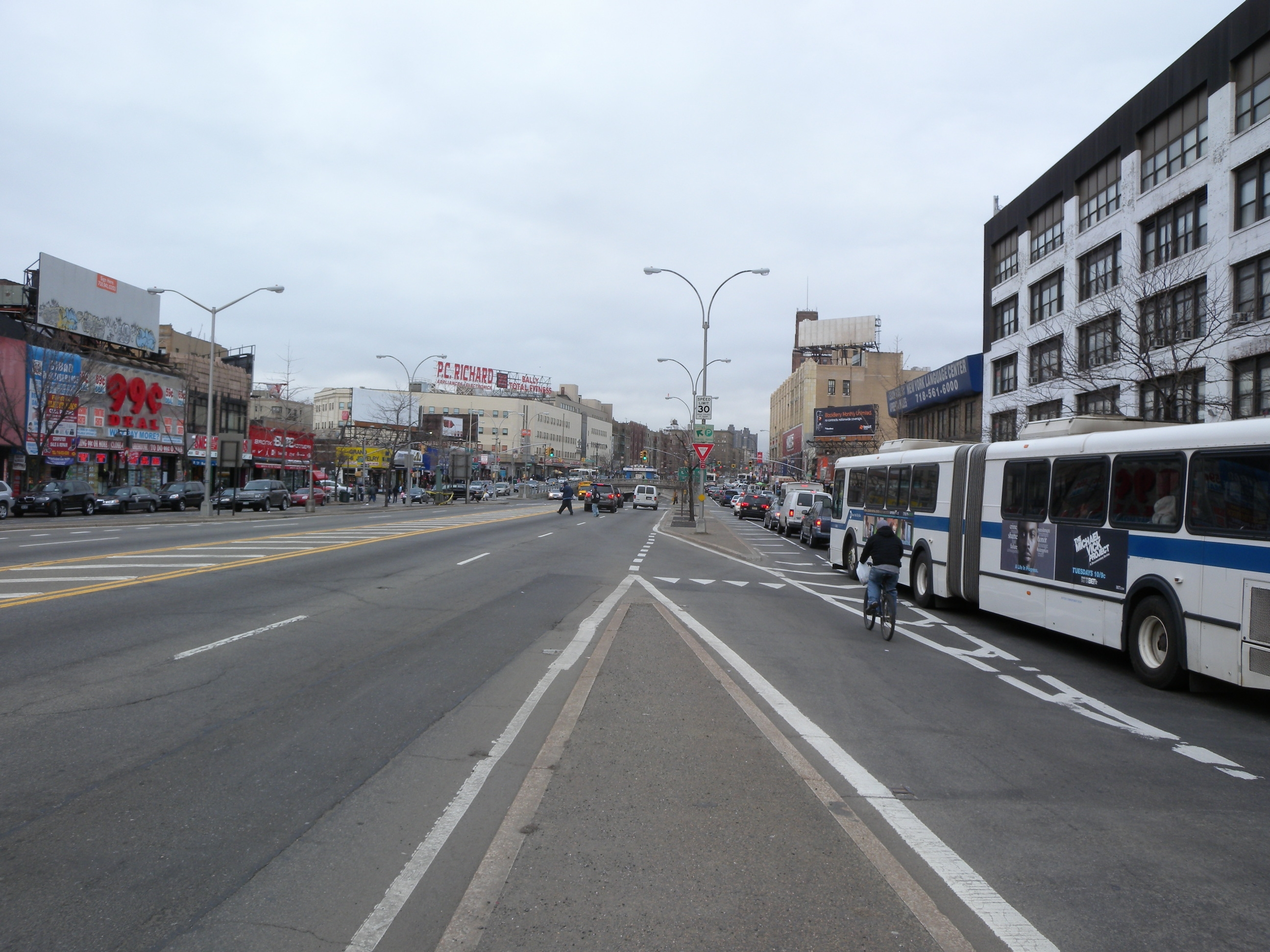
Oude situatie bij Fordham Road (2010)